# Sarezzano
Sarezzano é uma comuna italiana da região do Piemonte, província de Alexandria, com cerca de 1.156 habitantes. Estende-se por uma área de 13,79 km², tendo uma densidade populacional de 84 hab/km². Faz fronteira com Berzano di Tortona, Cerreto Grue, Monleale, Montegioco, Tortona, Viguzzolo, Villaromagnano.

## Demografia
| Variação demográfica do município entre 1861 e 2011                               |
|                                                                                   |
| Fonte: Istituto Nazionale di Statistica (ISTAT) - Elaboração gráfica da Wikipedia |